# Toxorhynchites ruwenzori
Toxorhynchites ruwenzori är en tvåvingeart som först beskrevs av Someren 1948.  Toxorhynchites ruwenzori ingår i släktet Toxorhynchites och familjen stickmyggor.
Artens utbredningsområde är Uganda. Inga underarter finns listade i Catalogue of Life.